# Ghiacciaio Mahaffey
Il ghiacciaio Mahaffey (in inglese Mahaffey Glacier) è un ghiacciaio situato sull'isola Thurston, al largo della costa di Eights, nella Terra di Ellsworth, in Antartide. Il ghiacciaio, il cui punto più alto si trova a circa 250 m s.l.m., fluisce verso est fino a entrare nell'insenatura di Morgan, all'estremità orientale dell'isola.

## Storia
Il ghiacciaio Mahaffey è stato così battezzato dal Comitato consultivo dei nomi antartici in onore di J.S. Mahaffey, uno dei fotografi del Gruppo Orientale dell'Operazione Highjump, che scattò fotografie aeree di questo ghiacciaio e delle aree costiere adiacenti nel periodo 1946-47.